# Митчелл, Люк
Люк Дэ́вид Ми́тчелл (англ. Luke David Mitchell; род. 17 апреля 1985, Голд-Кост, Квинсленд, Австралия) — австралийский телевизионный актёр и модель.

## Жизнь и карьера
Митчелл родился и вырос на Голд-Кост. У него есть старший брат, два младших брата и младшая сестра. Один из его младших братьев, Бенджамин Митчелл, профессионально занимается большим теннисом и входит в топ 250 лучших теннисистов мира.
Митчелл получил известность благодаря роли в австралийской мыльной опере «Домой и в путь», где он снимался на регулярной основе с 2009 по 2013 год. В 2010 году он получил телепремию Logie в категории «Самый популярный новый актёр». Он дебютировал в мыльной опере «Соседи» в 2008 году, а затем снялся в подростковом сериале «H2O: Просто добавь воды».
В 2013 году Митчелл переехал в США, где в телесезоне 2013-14 годов исполнял одну из ведущих ролей в сериале The CW «Люди будущего». После его закрытия он получил регулярную роль в прайм-тайм мыльной опере ABC «Только для членов». Шоу было закрыто каналом до выхода в эфир.

## Личная жизнь
В 2009 году, Митчелл начал встречаться с актрисой Ребеккой Бридс. В мае 2012 года они объявили о своей помолвке. Пара поженилась в январе 2013 года.

## Фильмография
| Год       | Название на русском            | Название на английском | Роль               | Примечания                                                |
| --------- | ------------------------------ | ---------------------- | ------------------ | --------------------------------------------------------- |
| 2008      | Соседи                         | Neighbours             | Крис Найт          | Австралийская мыльная опера, второстепенная роль          |
| 2008      | Страх перед возможной неудачей | Performance Anxiety    | Питер              |                                                           |
| 2009-2010 | H2O: Просто добавь воды        | H2O: Just Add Water    | Уилл Бенджамин     | Регулярная роль, 26 эпизодов                              |
| 2009-2013 | Домой и в путь                 | Home and Away          | Ромео Смит         | Австралийская мыльная опера, регулярная роль, 673 эпизода |
| 2010      | Криптоптикон                   | Cryptopticon           | Уай                |                                                           |
| 2013      | Семь минут                     | 7 Minutes              | Сэм                |                                                           |
| 2013-2014 | Люди будущего                  | The Tomorrow People    | Джон Янг           | Регулярная роль, 22 эпизода                               |
| 2014      | Только для членов              | Members Only           | Джесси             | Регулярная роль                                           |
| 2015-2016 | Агенты «Щ. И. Т.»              | Agents of S.H.I.E.L.D. | Линкольн Кэмпбелл  | Второстепенная роль (2 сезон), регулярная роль (3 сезон)  |
| 2016      | Слепая зона                    | Blindspot              | Йен «Роман» Крюгер | Эпизодическая, 50 эпизодов                                |
| 2019      | Кодекс                         | The Code               | Джон "Абэ" Абрахам | Регулярная роль                                           |
| 2021      | Республика Сара                | The Republic of Sarah  | Дэнни Купер        | Главная роль                                              |
| 2022      | Наследие                       | Legacies               | Кен                | Второстепенная роль                                       |
| 2024      | Медики Чикаго                  | Chicago Med            | доктор Митч Рипли  | Регулярная роль (9 сезон)                                 |